# Non cancellate il mio mondo
Non cancellate il mio mondo è un singolo del cantautore italiano Renato Zero, pubblicato nel 2001 come primo estratto dall'album La curva dell'angelo.

## Il brano
Non cancellate il mio mondo è stata composta da Maurizio Fabrizio, Guido Morra e Renato Zero.
Estratta come primo singolo per anticipare l'album di inediti La curva dell'angelo pubblicato il 9 novembre 2001, entrò in rotazione radiofonica il 12 ottobre 2001 e fu il principale brano trainante del disco.
Venne eseguito, per la prima volta, durante la settima puntata del varietà Torno Sabato - La Lotteria, andata in onda il 10 novembre 2001 su Rai 1 dal PalaDozza di Bologna e condotta da Giorgio Panariello, imitatore e grande amico del cantautore romano.
Il brano venne eseguito anche durante la tournée primaverile nei palazzetti, Prove di volo, e in quella estiva negli stadi, Prove di volo estate. Inoltre, fu proposto, nell'estate del 2002,  al Festivalbar soltanto durante la tappa di Napoli, unica data alla quale Zero prese parte, andata in onda il 27 maggio 2002 su Italia 1. Questa fu l'ultima partecipazione di Renato alla manifestazione canora.
La canzone non fu pubblicata su CD singolo vendibile al pubblico, ma solo su CD Single Promo (Radio Edit) destinato alle radio.

## Tracce
Testi di Renato Zero e Guido Morra, musiche di Maurizio Fabrizio
1. Non cancellate il mio mondo – 4:20

- Alfredo Golino - batteria
- Cesare Chiodo - basso
- Paolo Gianolio - chitarre
- Celso Valli - pianoforte e tastiere